# The Angel and the Dark River
The Angel and The Dark River es el tercer álbum del grupo de doom metal My Dying Bride. Es posible considerar a este lanzamiento como el segundo punto de inflexión en la carrera del grupo. Si en Turn Loose the Swans el grupo había abandonado la rapidez del Death metal, aquí el grupo se deshace de casi todo el resto de elementos concernientes al susodicho género y abraza importantes elementos del mundo gótico. Aaron Stainthorpe abandona por completo las voces guturales y da paso al canto limpio. Por otro lado, las atmósferas en general dejan de ser siniestras como antaño. Esto se ve claramente en el uso del violín, que demuestra tristeza en su quehacer, y en los primeros experimentos con el teclado que en este disco apoya al resto del sonido como un órgano. Las guitarras siguen el mismo concepto. En cuanto a la batería, el doble pedal sólo suena una vez en la canción "A Sea To Suffer In" y en la última canción "Your Shameful Heaven", y los ritmos que impone son siempre lentos a excepción de la ya dicha última canción.
Por su parte, las líricas continúan en la vena del disco anterior, acentuando el simbolismo religioso y los problemas de relacionarse con el mundo, mientras que una vez más Aaron omitió el uso de frases en otro idioma que no fuese inglés.

## Información del álbum
- El relanzamiento de 1996 contiene un bonus-track: "The Sexuality Of Bereavement" (que contiene guturales) y un CD bonus titulado Live at the Dynamo. Ese disco en vivo fue grabado durante la aparición de la banda en el Dynamo Festival de 1995.
- Aaron Stainthorpe ha declarado en varias entrevistas que la canción "Two Winters Only" es su favorita del repertorio de My Dying Bride.
- Cinco de las canciones de este álbum aparecen en el VHS y DVD For Darkest Eyes.

## Lista de canciones
1. "The Cry of Mankind" – 12:13
2. "From Darkest Skies" – 7:48
3. "Black Voyage" – 9:46
4. "A Sea to Suffer In" – 6:31
5. "Two Winters Only" – 9:01
6. "Your Shameful Heaven" – 6:59
7. "The Sexuality of Bereavement" – 8:04 *

- *Bonus-track (digipak)

### Live at the Dynamo
1. Your River – 8:13
2. A Sea to Suffer In – 6:21
3. Your Shameful Heaven – 6:21
4. The Forever People – 4:52

## Créditos
- Aaron Stainthorpe - voz, portada, fotos
- Andrew Craighan - guitarra
- Calvin Robertshaw - guitarra
- Adrian Jackson - bajo
- Martin Powell - violín, teclados
- Rick Miah - batería

- Datos: Q774917